# Juno (planetka)
(3) Juno je třetí objevenou planetkou vůbec a současně je svými rozměry přibližně sedmým největším objektem obíhajícím mezi drahami Marsu a Jupiteru, tedy v oblasti hlavního pásu planetek. Tvoří asi 1,2 % hmotnosti všech planetek ve vnitřní části Sluneční soustavy.

## Historie
Planetku objevil na Schröterově hvězdárně v Lilienthalu poblíže Brém německý astronom Karl Ludwig Harding 1. září 1804, v době, kdy tuto observatoř spravoval. Hvězdárna, založená Schröterem v roce 1782, patřila a byla financována britským panovníkem Jiřím III.
Objev předchozí planetky (2) Pallas a teorie, že může být úlomkem původně větší planety, vedl k novému hledání podobných těles v prostoru mezi Marsem a Jupiterem. Hledání bylo zpočátku úspěšné; výsledkem byl právě objev Juno a v roce 1807 byla objevena i čtvrtá planetka (4) Vesta. Na další si však astronomové museli počkat až do roku 1845.

Symbol Juno

Prakticky až do poloviny 19. století byla ještě považována za planetu a dostala dokonce i grafický symbol (viz vlevo). Ani objev dalších planetek na tom nic nezměnil. Teprve v 50. letech 19. století, kdy objevů planetek kvapem přibývalo, začala být spolu s ostatními podobnými tělesy považována za pouhou planetku.
Juno byla první planetkou, u které byl pozorován zákryt hvězdy vůbec. Prolétla 19. února 1958 před hvězdou BD +6° 808 (jiné označení SAO 112328) zdánlivé hvězdné velikosti 9,2m v souhvězdí Oriona a tento jev trvající pouhé 7,2 sekundy pozorovali Per Ake Bjorklund a Svend Aage Müller poblíž města Malmö ve Švédsku. Z jediného měření se však nedal určit ani tvar, ani průměr planetky. To se zdařilo až při pozorování zákrytu hvězdy SAO 144080 (čili HIP99050), pozorovaného 19. července 1978 v Izraeli Y. Shefferem a A. Lerrerem, kdy byly zjištěny rozměry přibližně eliptického průmětu tělesa na nebeskou sféru 244 × 221 km. Z celkem 18 míst na území USA byl pozorován 11. prosince 1979 zákryt další hvězdy SAO 115946 (HIP38054). V tomto případě vyšly zdánlivé rozměry elipsy na 289,6 × 249.5 km. Zákryty 15. července 1990, 24. května 2000 a 20. července 2004 nepřinesly vcelku nic nového; stanovily pouze horní limit na nejmenší rozměr planetky 195,6 km.
Zatím nejdokonalejší přehled o tvaru, rozměrech a spektrálních vlastnostech tohoto tělesa přineslo v roce 1996 jeho sledování týmem vědců, vedeným astronomkou Sallie Baliunasovou, historickým dvouapůlmetrovým Hookerovým dalekohledem na observatoři na Mt. Wilson, vybaveným adaptivním optikou.

## Popis objektu

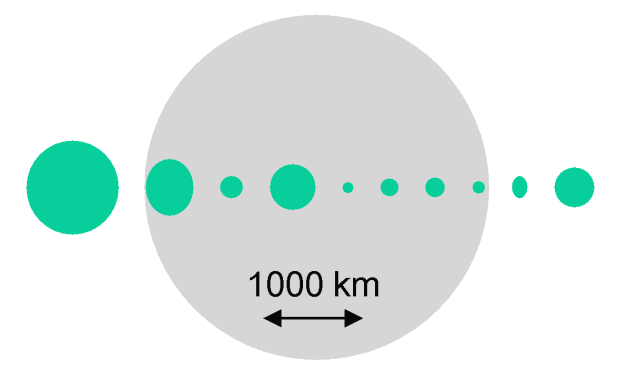
Srovnání velikosti Měsíce s prvními deseti planetkami. Juno je třetí zleva.

I když je Juno relativně velkou planetkou a její albedo je mimořádně vysoké (pohybuje se od 0,23 do 0,42), vzhledem k tomu, že se k Zemi může přiblížit nejvýše na 1,03 astronomických jednotek (AU) tj. na 154 mil. km, může v době optimální opozice dosáhnout pouze zdánlivé hvězdné velikosti 7,5m, což vylučuje možnost zpozorovat ji pouhým okem. Stačí však i malý dalekohled, případně triedr, aby planetka mohla být pozorována.
Tato planetka rotuje prográdně, tj. ve stejném smyslu, jako obíhá kolem Slunce. Její otáčka kolem osy trvá přes 5 hodin.
Střední povrchová teplota činí 163 K, tedy −110 °C.

### Vzhled planetky
Shrnutí všech zákrytových pozorování vede k závěru, že se jedná o značně nepravidelné těleso, přibližně se tvarem blížící trojosému elipsoidu (jeho rozměry jsou uvedeny v tabulce vpravo). Jeho povrch zatím nebyl pozorován dostatečně podrobně ke zjištění nějakých rozlišitelných útvarů, s výjimkou velké tmavší oblasti o průměru přibližně 100 km, která je interpretována jako relativně geologicky mladý impaktní kráter, obklopený vyvrženými horninami (ejekta).

### Geologie planetky
Na základě spektroskopických měření patří do třídy planetek třídy S, tedy silikátových, které mohou být zdrojem obyčejných chondritů, meteoritů obsahujících železité křemičitanové minerály, jako jsou olivíny a pyroxeny.
Nepravidelný tvar připomínající bramboru, naznačuje, že gravitační relaxace tohoto tělesa při jeho vzniku akrecí proběhla jen částečně a těleso tedy vzhledem k nedostatečné hmotnosti nedosáhlo stavu izostáze.
Naproti tomu vysoká hustota a mimořádně vysoké albedo svědčí alespoň o částečné diferenciaci tohoto tělesa.

## Původ jména
Planetka (3) Juno nese jméno římské bohyně Juno, nejvyšší římské bohyně, ochránkyně žen a později celého města, manželky Jupitera.

## Průzkum planetky
Planetka Juno nebyla dosud zkoumána žádnou pozemskou sondou a ani se žádná taková expedice neplánuje.